# Heliura cadroe
Heliura cadroe là một loài bướm đêm thuộc phân họ Arctiinae, họ Erebidae.